# Toronto Indoor
Toronto Indoor (в 1990 году также Skydome World Tennis) — мужской профессиональный теннисный турнир, проводившийся в Торонто (Канада) в 1985, 1986 и 1990 годах. Турнир проводился в феврале в закрытом помещении (в 1990 году в новом спортивном комплексе Skydome) на ковровом покрытии.

## История турнира
В 1985 и 1986 годах турнир входил в сетку Гран-При, а в 1990 году стал одним из первых турниров (и первым крупным) только что образованного тура АТР.
Призовой фонд в 1985 и 1986 годах составлял 125 тысяч долларов при 32 участниках в одиночном разряде и 16 парах, а в 1990 году был доведён до 1,2 миллиона долларов при 56 участниках в одиночном разряде и 28 парах.
Только один игрок, Йоаким Нюстрем из Швеции, сумел одержать в турнире две победы, обе — в 1986 году, в одиночном и парном разряде. Его соотечественник Андерс Яррид и Кевин Каррен дважды играли в финалах и одержали по одной победе: Яррид играл в одиночном и парном разряде в 1985 году, а Каррен в 1985 году в одиночном разряде (под флагом ЮАР), а в 1990 году в парах (под флагом США).

## Победители и финалисты

### Одиночный разряд
| Год  | Победитель     | Финалист      | Счёт в финале |
| ---- | -------------- | ------------- | ------------- |
| 1985 | Кевин Каррен   | Андерс Яррид  | 7–6, 6–3      |
| 1986 | Йоаким Нюстрем | Милан Шрейбер | 6–1, 6–4      |
| 1990 | Иван Лендл     | Тим Майотт    | 6–3, 6–0      |

### Парный разряд
| Год  | Победители                      | Финалисты                       | Счёт в финале |
| ---- | ------------------------------- | ------------------------------- | ------------- |
| 1985 | Питер Флеминг Андерс Яррид      | Гленн Лейендекер Гленн Мичибата | 7–6, 6–2      |
| 1986 | Йоаким Нюстрем Войцех Фибак     | Кристо Стейн Дани Виссер        | 6–3, 7–6      |
| 1990 | Патрик Гэлбрайт Дэвид Макферсон | Нил Броуд Кевин Каррен          | 2–6 ,6–4, 6–3 |